# История Приднестровья
История заселения Приднестровья первобытными людьми насчитывает как минимум 1 миллион лет, что подтверждено обнаруженными в 2010 и 2012 году стоянками древнего человека олдувайской культуры.
В кургане у села Глиное Слободзейского района археологи обнаружили костные останки человека со следами хирургической операции. Возраст находки превышает 4 тысячи лет. 
С древних времён данная территория была населена тирагетами (фракийское племя).
В античную эпоху территория Приднестровья была населена фракийцами и скифами.
Плиний Старший упоминает тирагетов, гетское племя, живущее на острове Днестра (древнее имя — Тирас), аксиаков и кробизов.
В устье реки греки из Милета построили город Тира.
Территория Приднестровья была захвачена гуннами.
Вероятно, здесь проживали восточные славяне — уличи и тиверцы, но они были потеснены тюрками-кочевниками, половцами и печенегами.
В раннем средневековье на территории современного Приднестровья жили славянские племена уличи и тиверцы, а также кочевники-тюрки — печенеги и половцы. Определённое время эта территория была частью Древнерусского государства и Галицко-Волынского княжества, а с 60-х годов XIV века северная часть  современной территории Приднестровья входила в состав Великого Княжества Литовского.
В 1569 году северное Приднестровье в составе Брацлавского воеводства вошло в Малопольскую Провинцию Короны Польской, позже, в 1648 году, в составе Брацлавского полка в Гетьманщину, в 1684 частично вошло в состав Ханской Украины (со столицей в Ягорлыке, позднее в Дубоссарах), частично в 1712 году в Речь Посполитую. В ходе второго раздела Речи Посполитой отошло к Российской империи. Из современных значимых центров ПМР на этой территории расположены города Рыбница и Каменка.
Южное Приднестровье стало частью Золотой Орды в 1242 году, с конца XV века вошло в Крымское ханство, со второй половины XVIII века было подчинено Едисанской орде.В 1770 году Едисанская орда численностью в 8 тысяч татар принимает Российское подданство. По Кючук-Кайнарджийскому договору 1774 года Едисанская орда получает независимость. По Ясскому мирному договору (9 января 1792 года) стало частью Российской империи. Из современных значимых центров ПМР на этой территории расположены города Дубоссары, Тирасполь, Слободзея.
В 1792 году Южное Приднестровье было уступлено России Османской империей.
В 1793 году Россия получила Северное Приднестровье по Второму разделу Польши.
С конца XVIII века Российская империя осуществляла заселение этого региона для защиты своей юго-западной границы. Российские власти поощряли миграцию в Приднестровье болгар, русских, украинцев, евреев, немцев, армян, греков и молдаван.
На протяжении всего XIX века Приднестровье, с городами Григориополь, Дубоссары и Тирасполь входило в состав Тираспольского уезда Херсонской губернии, Рыбница — в Балтский уезд, Каменка — в Ольгопольский уезд Подольской губернии, Бендеры — в состав Бессарабской губернии. Бендеры и правобережная часть Слободзейского района с 1918 по 1940 годы были в составе Румынии. Левобережная часть Приднестровья с 1918 года (по старому стилю — 1917) входила в состав Одесской Советской Республики, а после немецкой оккупации — в состав Украины, с которой в 1922 вошла в СССР.

## 1920—1940-е годы

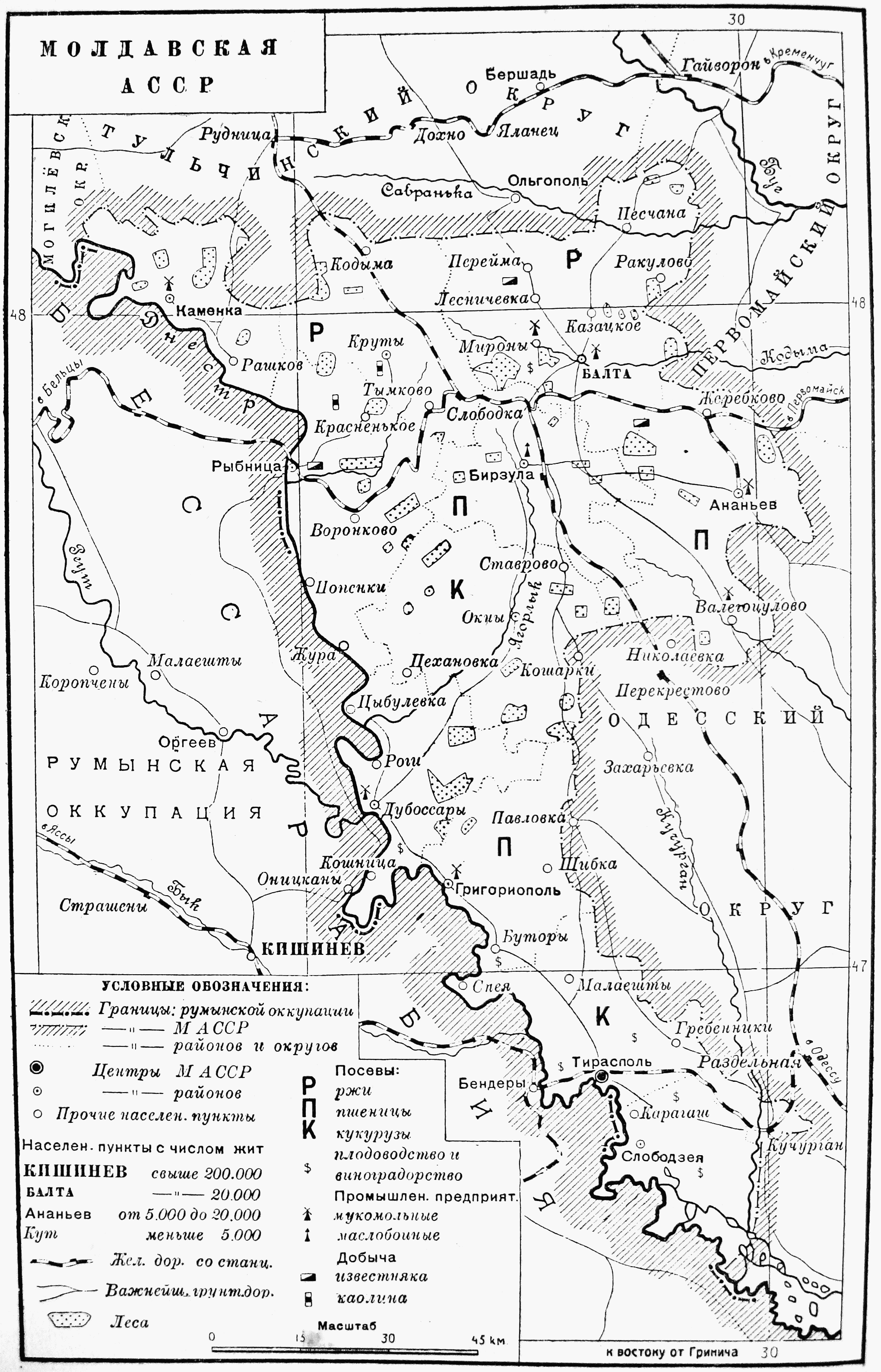
карта МАССР

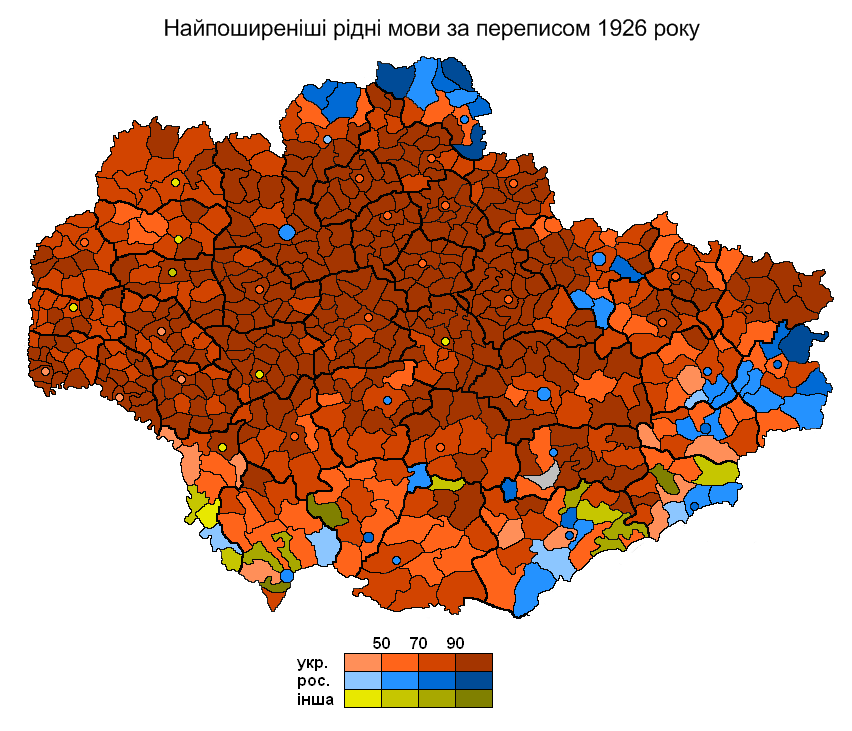
Самый распространённый родной язык в районах Украинской ССР по данным переписи 1926 года. МАССР отличалась языковым разнообразием

До 1940 года часть территории Приднестровской Молдавской Республики находилась в составе Украинской ССР. В 1924 по инициативе Г. И. Котовского, П. Д. Ткаченко и других, здесь была создана Молдавская Автономная Советская Социалистическая Республика (МАССР) в составе Украинской ССР. Она должна была стать плацдармом для возвращения Бессарабии, присоединённой к Румынии в 1918 году. Советский Союз не признал их отторжения, мотивируя это, в частности, тем, что советские требования о проведении на территории бывшей Бессарабской губернии всенародного плебисцита о принадлежности этой территории были дважды отвергнуты румынской стороной. Официальными языками МАССР были объявлены молдавский, украинский и русский. Столицей республики стал город Балта, а с 1929 года — Тирасполь, который сохранял эту функцию до 1940.
После поражения Польши в войне против Германии, вступления советских войск на территории Западной Украины и Белоруссии в сентябре 1939 года и капитуляции Франции в июне 1940-го, 26 июня 1940 года СССР в ультимативной форме потребовал от Румынии передать СССР территорию Бессарабии и Северную Буковину (район Герца включён по ошибке во время наступления). Лишившись поддержки Франции, а также столкнувшись с территориальными притязаниями Венгрии на западе, Румыния приняла выдвинутый СССР ультиматум. Отторгнутая территория Бессарабии (за исключением Южной Бессарабии, включённой в Одесскую область, и Северной Бессарабии, которая вместе с Северной Буковиной и районом Герцы образовали Черновицкую область УССР) была присоединена к части МАССР и преобразована в Молдавскую Советскую Социалистическую Республику со столицей в Кишинёве. Балта и прилегающие к ней районы остались в составе УССР, но без автономного статуса.
2 августа 1940 года на VII сессии Верховного Совета СССР был принят Закон об образовании союзной Молдавской Советской Социалистической Республики.
После создания МССР на территорию современной Приднестровской Молдавской Республики направились многочисленные переселенцы из России и с Украины, помогая создавать местную промышленность. Большинство промышленных предприятий Молдавской ССР (ныне Республика Молдова) изначально было сосредоточено на территории Приднестровья, поскольку экономика остальной части Молдавии (Бессарабии) во время пребывания в составе Румынии (1918—1940) имела, в основном, аграрный характер и была самой отсталой из всех провинций Румынии, а промышленные предприятия, в основном, занимались переработкой сельхозпродукции (доля продукции пищевой промышленности в 1937 году составляла 92,4 %).

### Великая Отечественная война
Новая геополитическая ситуация сохранялась недолго — уже в 1941 году Германия и её союзники напали на СССР, и Румыния получила возможность вновь вернуть себе территории, присоединённые год назад Советским Союзом. Кроме вошедших в состав Великой Румынии Бессарабии и северной Буковины, под контролем румынской администрации оказалась вся область между реками Южный Буг и Днестр (включая города Балта, Одесса и правобережную часть г. Николаева), которую назвали Транснистрией («Заднестровьем»).
В 1944 году, с выходом Красной армии на Балканы, границы вернулись к положению, существовавшему на начало Великой Отечественной войны.

### Период после 1945
В 1956 в Молдавской ССР (в том числе, и на территории Приднестровья) была размещена 14-я армия. Она осталась здесь и после распада СССР, охраняя склады вооружений и боеприпасов — запасы, созданные на случай боевых действий на Юго-Восточном театре военных действий в Европе. В 1984 штаб армии был переведён из Кишинёва в Тирасполь.
В 1990 году, до распада СССР, промышленные объекты на территории современной Приднестровской Молдавской Республики давали 40 % ВВП Молдавии и производили 90 % электроэнергии, так как в Днестровске была построена Молдавская ГРЭС, которая должна была производить электроэнергию для экспорта в страны СЭВ.

### Приднестровская Молдавская Республика

Флаг Приднестровской Молдавской ССР (с 1991 года — флаг ПМР), представляющий собой точную копию флага Молдавской ССР

Приднестровская Молдавская Советская Социалистическая Республика (ПМССР) была провозглашена как советская республика в составе СССР на II Чрезвычайном Съезде депутатов всех уровней Приднестровья, состоявшемся в Тирасполе 2 сентября 1990 года.
22 декабря 1990 года президент СССР Михаил Горбачёв подписал указ «О мерах по нормализации обстановки в ССР Молдова», в 4-м пункте которого постановлялось «считать не имеющими юридической силы … решения II съезда депутатов Советов разных уровней из некоторых населённых пунктов Приднестровья от 2 сентября 1990 года о провозглашении … Молдавской Приднестровской Советской Социалистической Республики».
25 августа 1991 года Верховный Совет ПМССР принял «Декларацию о независимости ПМССР», однако, на территории Приднестровья сохранялось действие Конституции СССР и законодательства СССР.
27 августа 1991 года парламент Молдавской ССР принял закон № 691 «О декларации о независимости», который объявлял не имеющим юридической силы закон 2 августа 1940 года «Об образовании союзной Молдавской ССР», в соответствии с которым МАССР стала частью Молдавской ССР, подчёркивая, что «не спросив населения Бессарабии, севера Буковины и области Херца, насильственно захваченных 28 июня 1940 года, а также населения Молдавской АССР (Заднестровья), образованной 12 октября 1924 года, Верховный Совет СССР, в нарушение своих конституционных полномочий, принял 2 августа 1940 года закон „Об образовании союзной Молдавской ССР“». Нередко сторонники суверенитета ПМР утверждают, что своим решением депутаты Молдавии поставили вне закона единственный юридический документ, регламентирующий нахождение Приднестровья в составе Молдавии. Однако, поскольку государства - члены ООН признают независимость Молдавии именно в контексте распада СССР, а не в соответствии с законом 1991 года, таким образом считая её государством - продолжателем Молдавской ССР, то доводы ПМР в рамках ООН не рассматриваются. Несмотря на это, закон от 27 августа 1991 года в самой Молдавии не отменялся и продолжает действовать.
5 ноября 1991 года, в связи с распадом СССР, ПМССР была переименована в Приднестровскую Молдавскую Республику (ПМР). 
В 2006 году в ПМР прошёл референдум, в результате которого за присоединение к России проголосовали 97,2 % избирателей.
В декабре 2011 года на очередных президентских выборах многолетний лидер ПМР Игорь Смирнов проиграл, заняв 3-е место. Новым президентом был избран Евгений Шевчук. В рамках обновления кадров одним из первых указов Шевчук отстранил от должности многолетнего руководителя силовых структур, министра госбезопасности ПМР Владимира Антюфеева, который эмигрировал в Россию.
В декабре 2013 года Верховный совет Приднестровья в первом чтении принял законопроект о применении на территории непризнанной республики Российского федерального законодательства. В марте 2014 года Верховный совет Приднестровья попросил Госдуму России разработать закон, который позволил бы принять непризнанную республику в состав России.
2016 год - 